# Get Blake!
Get Blake! (anteriormente Blake and the Aliens) é uma série de animação franco-estadunidense criada por Antonie Guilbaud e produzida pela Marathon Media. A série estreou em abril de 2015 em Gulli na França e em 2 de março de 2015 na Nicktoons nos Estados Unidos, mas foi mais tarde removido. No Reino Unido e Irlanda, a série estreou pelo canal Nicktoons no mesmo dia de estreia nos Estados Unidos.
No Brasil, a série estreou no Nickelodeon no dia 16 de março de 2015. Em Portugal, a série estrou em 6 de abril.

## Enredo
A série acompanha as aventuras de Blake Myers, um garoto de 13 anos que está destinado a acabar com a raça dos Esquilos Alienígenas, mas não se eles voltarem ao passado para capturá-lo.

## Dublagem
| Personagem | Dublador       | Dublador         |
| ---------- | -------------- | ---------------- |
| Blake      | Robbie Daymond | Erick Bougleux   |
| Leonard    | Kevin Glickman | Fred Mascarenhas |
| Skye       | Katie Leigh    | Jennifer Gouveia |
| Darla      | Tarah Consoli  | Lhays Macêdo     |
| Roy        | Faruq Tauheed  | Mauro Ramos      |
| Dale       | Derek Dressler | Milton Parisi    |
| Jerome     | Danny Katiana  | Peterson Adriano |
| Maxus      | John T. Fisher | Ricardo Góes     |
| Mitch      | Spike Spencer  | Renan Vidal      |

- Tradução: Danielle Ribeiro
- Estúdio de Dublagem Brasileira: Som de Vera Cruz Estúdios.

## Episódios
| Temporada | Temporada | Episódios | Exibição original    | Exibição original  | Exibição no Brasil   | Exibição no Brasil | Exibição em Portugal | Exibição em Portugal |
| Temporada | Temporada | Episódios | Estreia de temporada | Final de temporada | Estreia de temporada | Final de temporada | Estreia de temporada | Final de temporada   |
| --------- | --------- | --------- | -------------------- | ------------------ | -------------------- | ------------------ | -------------------- | -------------------- |
|           | 1         | 52        | 2 de março de 2015   | TBA                | 16 de março de 2015  | 2016               | 6 de abril de 2015   | TBA                  |

### 1ª Temporada (2015)
| Episódio | Título                                           | Escrito por             | Exibição original                                           |
| --- | ------------------------------------------------ | ----------------------- | ----------------------------------------------------------- |
| 0 | "Pegar no Encolhimento!" "Get Shrunk!"           | Derek Dressler          | 2 de março de 2015 16 de março de 2015 6 de abril de 2015   |
| Os esquilos alienigenas encolhem Blake e Mitch. |                                                  |                         |                                                             |
| 1 | "Pegar com Tinta!" "Get Inked!"                  | Paul Greenberg          | 3 de março de 2015 16 de março de 2015 7 de abril de 2015   |
| Leonard inventa um dispositivo de troca de corpos. |                                                  |                         |                                                             |
| 2 | "Pegar com Pizza!" "Get Pizza"                   | Derek Dressler          | 4 de março de 2015 17 de março de 2015 8 de abril de 2015   |
| A mãe de Blake decided fazer suas própria pizzas. |                                                  |                         |                                                             |
| 3 | "Pegar na Pré-História!" "Get Prehistoric!"      | Eric Rivera             | 5 de março de 2015 17 de março de 2015 9 de abril de 2015   |
| Ao procurar um presente de aniversári para a Skye, Blake acaba indo parar na pré-história por acidente. |                                                  |                         |                                                             |
| 4 | "Pegar na Velhice!" "Get Old!"                   | May Chan                | 6 de março de 2015 18 de março de 2015 10 de abril de 2015  |
| Os esquilos alienigenas transformam Blake e Mitch em idosos. |                                                  |                         |                                                             |
| 5 | "Pegar Congelado!" "Get Frozen!"                 | Derek Dressler          | 9 de março de 2015 18 de março de 2015 11 de abril de 2015  |
| Leonard congela Blake. |                                                  |                         |                                                             |
| 6 | "Pegar com Amnésia!" "Get Amnesia!"              | Patrick Andrew O'Connor | 10 de março de 2015 19 de março de 2015 12 de abril de 2015 |
| Blake e Leonard perdem a memória. |                                                  |                         |                                                             |
| 7 | "Pegar como Peixe!" "Get Fishin'!"               | Patrick Andrew O'Connor | 11 de março de 2015 19 de março de 2015 13 de abril de 2015 |
| Blake participa da Batalha de Bandas com Skye. |                                                  |                         |                                                             |
| 8 | "Pegar Enganando!" "Get Dogged!"                 | Cindy Morrow            | 12 de março de 2015 20 de março de 2015 14 de abril de 2015 |
| Os esquilos alienígenas se transformam em um cachorro para virarem melhores amigos de Blake. |                                                  |                         |                                                             |
| 9 | "Pegar no Comercial!" "Get Commercial!"          | Eric Rivera             | 13 de março de 2015 20 de março de 2015 15 de abril de 2015 |
| Os esquilos alienígenas se disfarçam e fazem um comercial para mudar as memórias da infância de Blake. |                                                  |                         |                                                             |
| 10 | "Pegar uma Gripe!" "Get Well!"                   | Patrick Andrew O'Connor | 16 de março de 2015 21 de março de 2015 16 de abril de 2015 |
| Mitch, Jerome e Maxus pegam uma gripe e começam a ter alucinações. |                                                  |                         |                                                             |
| 11 | "Pegar com Botas!" "Get Boots!"                  | Eric Rivera             | 17 de março de 2015 23 de março de 2015 17 de abril de 2015 |
| Os esquilos alienígenas e Blake tentam recuperar uma bota indestrutível. |                                                  |                         |                                                             |
| 12 | "Pegar com Invisibilidade!" "Get Invisible!"     | Sindy Spackman          | 18 de março de 2015 24 de março de 2015 18 de abril de 2015 |
| Os esquilos alienígenas perdem um anel da invisibilidade. |                                                  |                         |                                                             |
| 13 | "Pegar com o Cabelo!" "Get Hairy!"               | Patrick Andrew O'Connor | 19 de março de 2015 25 de março de 2015 19 de abril de 2015 |
| Depois de usarem um truque do pai de Mitch, ele e Blake ficam com cabelo no corpo todo. |                                                  |                         |                                                             |
| 14 | "Pegar nas Eleições!" "Get Elected!"             | Eric Rivera             | 20 de março de 2015 24 de março de 2015                     |
| Roy participa de uma eleição onde a mãe de Mitch está, para conseguir arruinar a vida dele e de Blake. |                                                  |                         |                                                             |
| 15 | "Pegar com o Dentinho!" "Get Toothy!"            | Dave Lewman             | 23 de março de 2015 8 de abril de 2015                      |
| Dr. Gunderson confia em Blake para apresentar o Doutor Dentinho às crianças. |                                                  |                         |                                                             |
| 16 | "Pegar com Esquilos!" "Get Squirrels!"           | Reid Harrison           | 24 de março de 2015 25 de março de 2015                     |
| Leonard começa a fazer uma lavagem cerebral nos outros esquilos para eles pegarem Blake. |                                                  |                         |                                                             |
| 17 | "Pegar o Terráqueo!" "Get Terrestrial!"          | Eric Rivera             | 25 de março de 2015 8 de abril de 2015                      |
| Os esquilos alienígenas usam um bebê alienígena para ajudar a capturar o Blake. |                                                  |                         |                                                             |
| 18 | "Pegar com Paz!" "Get Peaceful!"                 | Patrick Andrew O'Connor | 26 de março de 2015 15 de abril de 2015                     |
| Leonard transforma Blake em um Hippie. |                                                  |                         |                                                             |
| 19 | "Pegar com Dor!" "Get Hurtin'!"                  | Patrick Andrew O'Connor | 27 de março de 2015 15 de abril de 2015                     |
| Leonard sincroniza o sistema nervoso de Blake para ele sentir a dor de todo mundo. |                                                  |                         |                                                             |
| 20 | "Pegar com Zumbis!" "Get Zombies!"               | Brad Birch              | 7 de setembro de 2015 21 de março de 2015                   |
| Blake e Mitch ficam presos em um jogo de Zumbis. |                                                  |                         |                                                             |
| 21 | "Pegar no Sono!" "Get Sleep!"                    | May Chan                | 8 de setembro de 2015 23 de março de 2015                   |
| Os esquilos alienígenas pretendem usar uma máquina para fazer o Blake dormir, mas acabam usando a máquina em Roy. |                                                  |                         |                                                             |
| 22 | "Pegar as Botas!" "Get Boots!"                   |                         | 9 de setembro de 2015 3 de outubro de 2015                  |
| 23 | "Pegar Molhado!" "Get Wet!"                      |                         | 11 de setembro de 2015 10 de outubro de 2015                |
| 24 | "Pegar Senciente!" "Gget Sentient!"              |                         | 14 de setembro de 2015 10 de outubro de 2015                |
| 25 | "Pegar Arrancado!" "Get Snatched!"               |                         | 15 de setembro de 2015 17 de outubro de 2015                |
| 26 | "Pegar a Terra!" "Get Grounded!"                 |                         | 16 de setembro de 2015 17 de outubro de 2015                |
| 27 | "Pegar Blakes!" "Get Blakes!"                    |                         | 17 de setembro de 2015 24 de outubro de 2015                |
| 28 | "Pegar Preso!" "Get Trapped!"                    |                         | 18 de setembro de 2015 24 de outubro de 2015                |
| 29 | "Pegar Dreamin'!" "Get Dreamin'!"                |                         | 21 de setembro de 2015 31 de outubro de 2015                |
| 30 | "Pegar Recepição!" "Get Reception!"              |                         | 22 de setembro de 2015 31 de outubro de 2015                |
| 31 | "Get Surrendered!"                               |                         | 23 de setembro de 2015                                      |
| 32 | "Get Late!"                                      |                         | 24 de setembro de 2015                                      |
| 33 | "Pegar com Transformação!" "Get Morphed!"        |                         | 25 de setembro de 2015                                      |
| 34 | "Pegar com Força!" "Get Tough!"                  |                         | 28 de setembro de 2015                                      |
| 35 | "Pegar com Cola!" "Get Stuck!"                   |                         | 29 de setembro de 2015                                      |
| 36 | "Pegar com Culinária!" "Get Baking!"             |                         | 30 de setembro de 2015                                      |
| 37 | "Get Treasure!"                                  |                         | 1 de outubro de 2015                                        |
| 38 | "Get Weather!"                                   |                         | 2 de outubro de 2015                                        |
| 39 | "Pegar com Doninha!" "Get Weasel!"               |                         | 5 de outubro de 2015                                        |
| 40 | "Pegar com Mamãe!" "Get Mommy!"                  |                         | 6 de outubro de 2015                                        |
| 41 | "Pegar com Cratera!" "Get Cratered!"             |                         | 7 de outubro de 2015                                        |
| 42 | "Pegar com Desaparecimento!" "Get Non-Existent!" |                         | 8 de outubro de 2015                                        |
| 43 | "Pegar com Corrida!" "Get Racing!"               |                         | 9 de outubro de 2015                                        |
| 44 | "Pegar com Piratas!" "Get Piratical!"            |                         | 12 de outubro de 2015                                       |
| 45 | "Pegar no Velho Oeste!" "Get Western!"           |                         | 13 de outubro de 2015                                       |
| 46 | "Pegar na Idade Média!" "Get Medieval!"          |                         | 14 de outubro de 2015                                       |
| 47 | "Pegar com Susto!" "Get Scooked!"                |                         | 15 de outubro de 2015 3 de abril de 2015                    |
| Skye conta um história de terror. |                                                  |                         |                                                             |
| 48 | "Pegar com Surpresa" "Get Surprised!"            | Eric Rivera             | 16 de outubro de 2016                                       |
| No aniversário de Blake, Leonard o captura. |                                                  |                         |                                                             |
| 49–50 | "Pegar a Skye!" "Get Skye!"                      | Derek Dressler          | 19 de outubro de 2015                                       |
| (Parte 1) - Os esquilos alienígenas fazem um bilhete e mandam para Blake, dizendo que é da Skye. (Parte 2) - Os esquilos alienígenas congelam a Skye e Blake tem que salva-la.                                               |                                                  |                         |                                                             |
| 51–52 | "Peguei o Blake!" "Got Blake!"                   | Cindy Morrow            | 20 de outubro de 2015                                       |
| (Parte 1) - Blake vai ir no acampamento espacial e os esquilos alienígenas tentam controlar a mente de Mitch para pegar ele. (Parte 2) - O General aparece no acampamento espacial e pega o Blake deixando Leonard irritado. |                                                  |                         |                                                             |